# Janet Lewis
Pour les articles homonymes, voir Lewis.
Janet Lewis, née le 17 août 1899 à Chicago et morte le 1er décembre 1998 à Los Altos, en Californie, est une femme de lettres américaine.

## Biographie
Née à Chicago d'un père professeur d'anglais, elle grandit à Oak Park et a pour camarade de classe le futur écrivain Ernest Hemingway. 
Diplômée de l'université de Chicago en littérature française en 1920, elle y fait partie d'un cercle littéraire où elle rencontre l'écrivain Yvor Winters.
Après un bref séjour à Paris, elle rentre à Chicago et contracte la tuberculose en 1922. Elle passe cinq ans à se soigner dans un sanatorium, où se trouve déjà Yvor Winters, atteint du même mal, qui deviendra son époux. Le couple s'installe en Californie. Mari et femme deviennent professeurs à l'université Stanford, avant que Janet Lewis choisisse de son côté d'enseigner à l'université de Californie à Berkeley.
Janet Lewis publie de la poésie dès les années 1920 et elle continue à faire paraître des poèmes sa vie durant, certains côtoyant parfois, dans des revues ou des recueils collectifs, ceux de William Carlos Williams ou de Marianne Moore.
Dans les années 1940, elle suspend toutefois son intérêt pour la poésie afin de se consacrer à la veine du roman historique. La Femme de Martin Guerre (The Wife of Martin Guerre), paru en 1941, obtient un gros succès. Basé sur un fait divers se déroulant dans la France du XVIe siècle, ce roman sera, en 1982, une source d'inspiration pour Daniel Vigne et son film Le Retour de Martin Guerre, avec Gérard Depardieu et Nathalie Baye.
Elle obtient une bourse Guggenheim en 1950 pour mener des recherches à Paris.
En 1956, elle accepte d'écrire, pour l'opéra The Wife of Martin Guerre composé par William Bergsma, un livret à partir de son roman éponyme. Le compositeur Alva Henderson lui demande en 1976 de récidiver pour l'opéra The Last of the Mohicans, d'après le roman éponyme de Fenimore Cooper.
En 1985, Janet Lewis reçoit pour l'ensemble de son œuvre le Robert Kirsch Award, prix honorifique associé au Los Angeles Times Book Prize.
Elle est trouvée morte dans sa maison de Los Altos en décembre 1998. Elle avait 99 ans.

## Œuvre

### Romans
- The Invasion: A Narrative of Events Concerning the Johnston Family of St. Mary's (1932)
- The Wife of Martin Guerre (1941) Publié en français sous le titre La Femme de Martin Guerre, traduit par Françoise O. Jobit, Paris, Éditions Robert Laffont, coll. « Pavillons », 1947
- The Trial of Soren Qvist (1947) Publié en français sous le titre Le Crime du pasteur, traduit par Paule et Raymond Olcina, Paris, Presses de la Cité, 1968
- The Ghost of Monsieur Scarron (1959)
- Against a Darkening Sky (1985)

### Recueil de nouvelles
- Good-bye, Son, and Other Stories (1946)

### Recueils de poèmes
- The Indians in the Woods (1922)
- The Wheel in Midsummer (1927)
- The Earth-Bound (1946)
- Poems 1924 – 1944 (1950)
- The Ancient Ones (1979)
- Poems Old and New 1918 – 1978 (1981)
- Late Offerings (1988)
- Janet and Deloss: Poems and Pictures (1990)
- The Dear Past and other poems 1919 – 1994 (1994)
- The Selected Poems of Janet Lewis (2000), anthologie posthume

### Livrets d'opéra
- The Wife of Martin Guerre (1956)
- The Last of the Mohicans (1976)
- The Swans (1986)
- The Legend (1987)

## Adaptations

### Au cinéma
- 1982 : Le Retour de Martin Guerre, film français réalisé par Daniel Vigne, adaptation du roman The Wife of Martin Guerre, avec Gérard Depardieu et Nathalie Baye

### À l'opéra
- 1956 : The Wife of Martin Guerre, livret de Janet Lewis d'après son roman, musique de William Bergsma